# Änglarna sjunger i himlen
Änglarna sjunger i himlen, ursprungligen en sydamerikansk lovsång med text och musik komponerad 1956 av Pablo D. Sosa. Författaren född 1933 är präst, musiker och har varit lärare vid ett ekumeniskt teologiskt seminarium i Buenos Aires i Argentina. Psalmen är översatt till svenska 1984 av Britt G. Hallqvist.

## Publicerad i
- Psalmer och Sånger 1987 som nr 343 under rubriken "Lovsång och tillbedjan".[1]

- Psalmen har nummer 333 i Den svenska psalmboken 1986.
- Hela familjens psalmbok 2013 som nummer 107 under rubriken "Hela året runt".[2]